# 55319 Takanashi
55319 Takanashi è un asteroide della fascia principale. Scoperto nel 2001, presenta un'orbita caratterizzata da un semiasse maggiore pari a 3,0336972 UA e da un'eccentricità di 0,0945802, inclinata di 6,03618° rispetto all'eclittica.